# Hemelinger Actien Brauerei

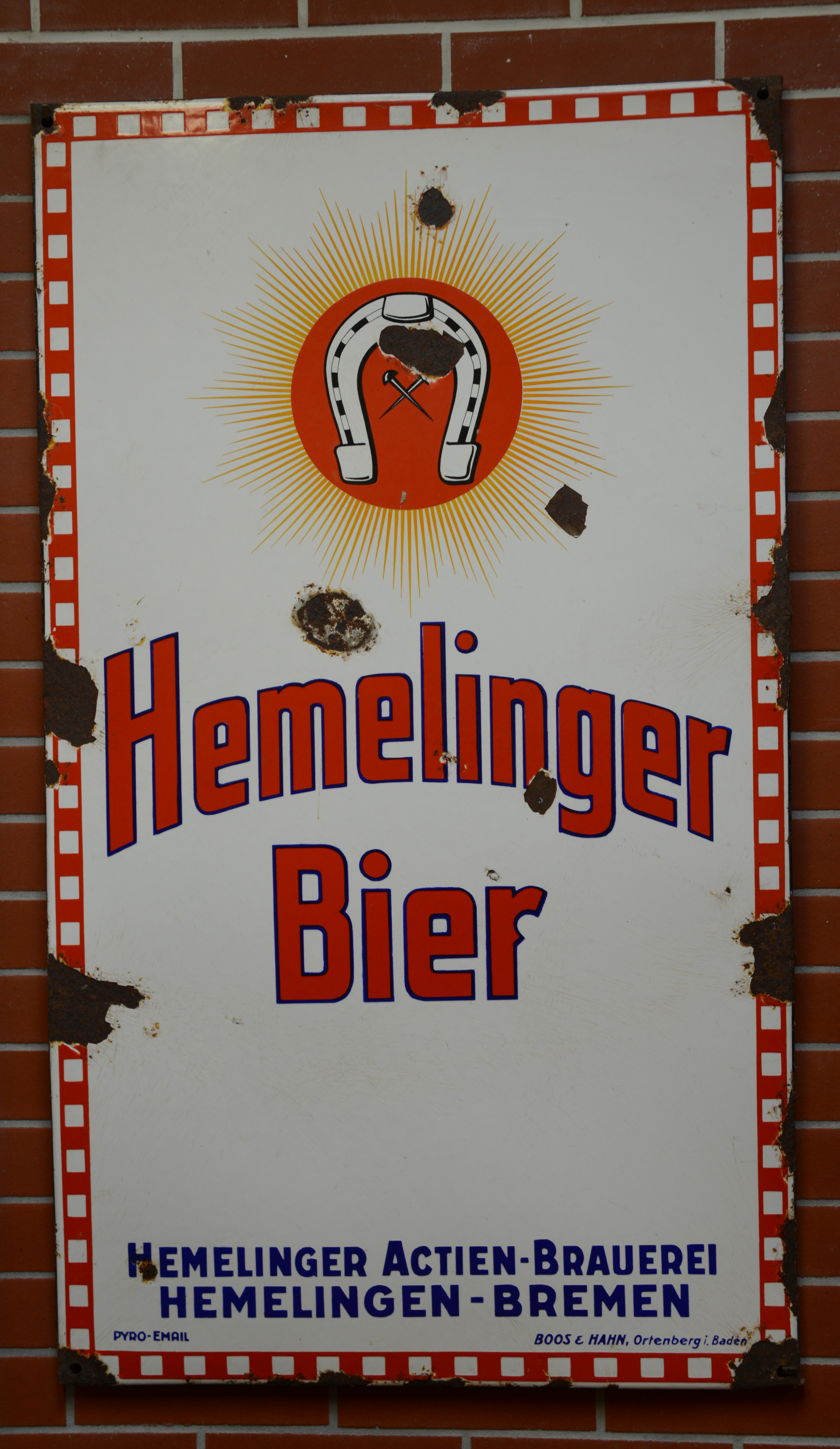
Historisches Werbeschild der Hemelinger Actien-Brauerei für Hemelinger Bier

Die Hemelinger Actien Brauerei (kurz HAB, später Hemelinger Aktien-Brauerei) war ein Braubetrieb, der seit 1878 im damaligen Bremer Vorort und heutigen Stadtteil Hemelingen ansässig war. 1921 wurde die Aktienbrauerei von Beck & Co. übernommen. Die Braustätte der HAB wurde 1981 geschlossen. Das ursprüngliche Betriebsgelände in der Hemelinger Bahnhofstraße wurde lange als Zweigniederlassung und Verteilungslager für Beck & Co. sowie als Abfüllbetrieb der Bremer Erfrischungsgetränke GmbH (Konzessionär für Coca-Cola) genutzt. 2007 ist das Unternehmen von der Coca-Cola Erfrischungsgetränke GmbH übernommen worden; der Standort wurde zum 1. Juli 2016 geschlossen.
Seit Februar 2012 wird Hemelinger Spezial nicht mehr von Anheuser-Busch InBev in Bremen, sondern vom Hofbrauhaus Wolters in Braunschweig gebraut.

## Sorten der HAB
- Hemelinger Pils
- Hemelinger Export (nicht mehr erhältlich)
- Hemelinger Hell (seit April 2023)
- Hemelinger Spezial
- Hemelinger Maibock (nur in der Maibock-Saison)
- Hemelinger Dunkel
- Hemelinger Alster
- Hemelinger Alster naturtrüb (seit April 2023)
- Hemelinger Weizen
- Hemelinger Weizen alkoholfrei
- Hemelinger Malz
- Hemelinger ColaMix (alkoholfrei)

### Hemelinger Spezial

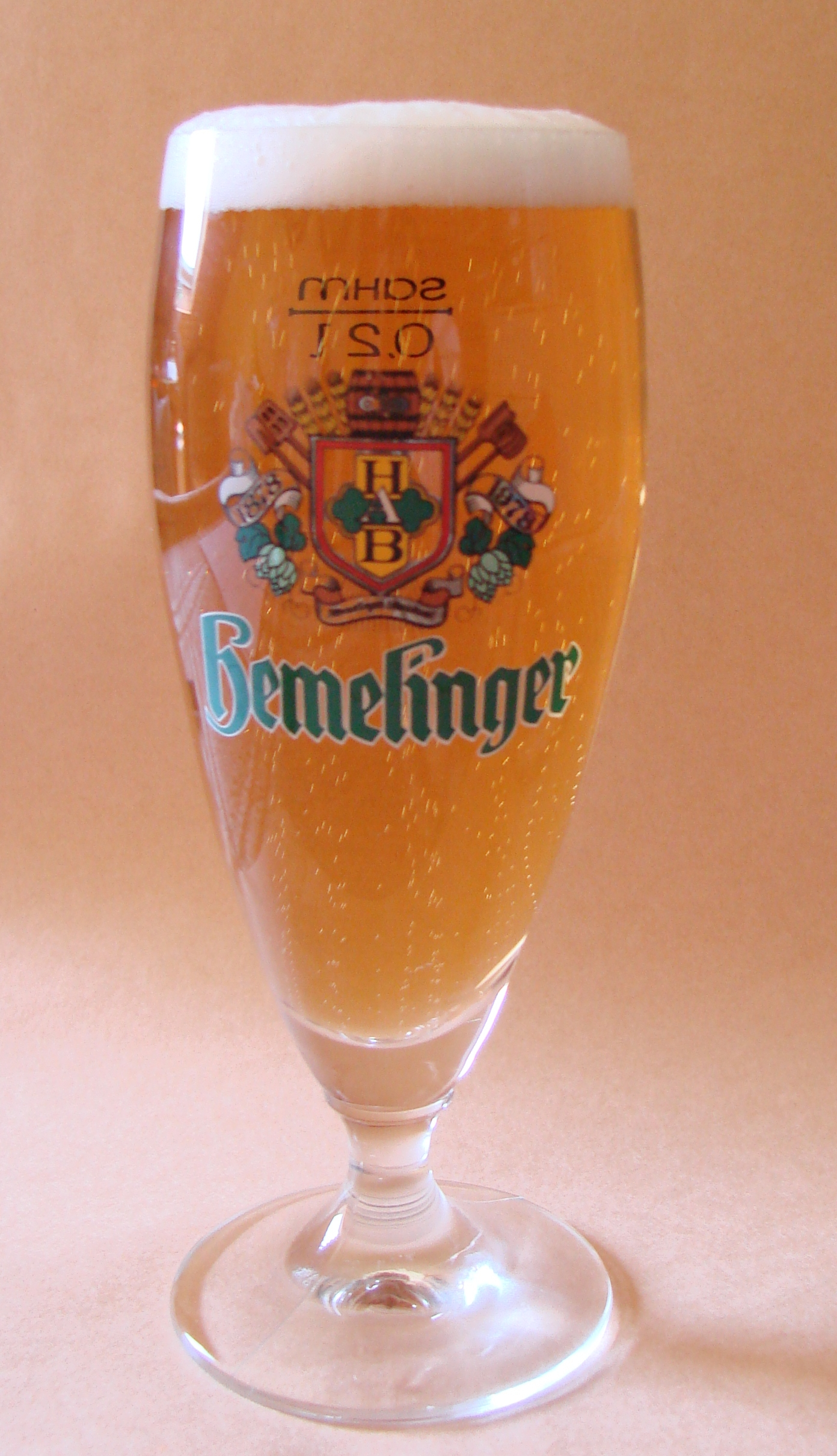
Hemelinger Spezial

Bekannteste Sorte ist das Hemelinger Spezial, ein untergäriges Schankbier mit einem Alkoholgehalt von 4,7 %, das seit 1878 gebraut wird. Das Bier wurde lange Zeit aber außerhalb des Stadtteils Hemelingen in Bremen von der zu Beck & Co gehörenden Haake-Beck-Brauerei gebraut, die 1921 sämtliche Aktien der Hemelinger Actien Brauerei übernahm. Beck & Co gehört mittlerweile selbst zur belgischen Anheuser-Busch InBev. Hemelinger Spezial wird in Bremen und dem näheren Umland vertrieben.
Im Dezember 2008 wurden die Markenrechte an das Achimer Unternehmen Getränke Ahlers verkauft, produziert wurde aber zunächst weiterhin bei Beck & Co. Im März 2009 gab Ahlers bekannt, dass man die Marke durch Werbemaßnahmen wieder in „die Köpfe der Bürger“ rücken wolle. Seit Februar 2012 wird Hemelinger Spezial im Hofbrauhaus Wolters in Braunschweig gebraut, da der Vertrag mit Anheuser-Busch InBev nicht verlängert wurde.